# أبو جعفر مسلم الحسيني
أبو جعفر مسلم بن عبيد الله الحسيني توفي 976/7 م) كان حسينيًا وأبرز أعضاء عائلات الأشراف في مصر خلال أواخر عهد الإخشيديين وبداية الخلافة الفاطمية. أنشأ ابنه طاهر بن مسلم شريفًا للمدينة المنورة.

## العائلة
كان من نسل الحسين بن علي  من خلال الإمام الشيعي علي بن الحسين زين العابدين، الذي استقر في المدينة المنورة بعد وفاة الحسين في معركة كربلاء. هناك أصبح الحسينيون العائلة المحلية الأكثر شهرة، وفي أوائل القرن العاشر، هاجر بعضهم إلى مصر.
وكان لأبي جعفر شقيقان أصغر منه: أبو الحسين عيسى، وأبو محمد عبد الله، المعروف بأخو مسلم. وكان الأخير رجلًا فخورًا ومُتغطرسًا يمتلك القدرة العسكرية، حيث أوكل إليه قيادة الجيش ومنصب الحاكم من الرجل القوي الإخشيدي أبو المسك كافور. انضم أخو مسلم لاحقًا إلى القرامطة وأصبح عدوًا عنيدًا للفاطميين حتى وفاته في عام 974.

## في عهد الإخشيديين
وفي عهد كافور في مصر كان أبو جعفر يعتبر رئيس الأشراف. كان عالمًا ذا ثقافة، وخبيرًا في مسائل الأنساب العلوية، ويقال إنه روى الأحاديث. وفقًا لتييري بيانكيس [الإنجليزية]، كان مشهورًا بـ "تقواه". وفقًا لبيانكيس تكشف محنة أبو جعفر مع سيبويه، أحمق بلاط كافور، الذي كان يمارس المقالب عليه ويصفه بأنه "أحمق مكة، عن تواضع في الشخصية يقترب من الجبن.
ومع ذلك، فإن الصفات نفسها جعلته مطلوبًا بشدة كوسيط وموفق في النزاعات الفئوية بين النخبة. خلال الفترة المضطربة التي أعقبت وفاة كافور في أبريل 968، توسط بين الوزير جعفر بن الفرات وهو عالم دين، وراعي الأشراف، وصديق مقرب لأبي جعفر والفصائل الأخرى للوصول إلى ترتيبات لتقاسم السلطة. كما كان تدخله مع ابن الفرات هو الذي ضمن إطلاق سراح منافس ابن الفرات يعقوب بن كلس، بينما في شباط 969 م، ضمنت شفاعته إطلاق سراح ابن الفرات، الذي كان قد سجنه الأمير الحسن بن عبيد الله بن طغج.

## في عهد الفاطميين
أثناء الفتح الفاطمي لمصر ، قاد وفدًا من وجهاء الفسطاط الذين التقوا بالقائد الفاطمي جوهر للتفاوض على تسليم المدينة ومصر له والحصول على سند الأمان. وبما أن القوات الإخشيديين قاومت لفترة وجيزة التقدم الفاطمي، فقد أصبح الأمان باطلًا كما نُص في الاتفاق، وكُلِّف أبو جعفر بالاقتراب من جوهر لتأمين تجديده. وافق جوهر، وكلف أبا جعفر مسلم بصيانتها، حتى أنه أعطاه الحق في إصدار أوامر الأمان الشخصية كما يراه مناسبًا باسم جوهر.
ويبدو أن أبا جعفر احتفظ باتصالاته في الحجاز، وربما تمتع ببعض السلطة في المدينة المنورة؛ ومن المؤكد أن الحسينيين في المدينة المنورة اعترفوا بسرعة على الفاطميين، حيث قُرئَت الخطبة باسم الخليفة الفاطمي المعز لدين الله في عام 969 أو 970، بل وساعدوهم في فرض سيطرتهم على مكة أيضًا.
وعندما نقل المعز بلاطه من إفريقية إلى مصر في عام 973، ذهب أبو جعفر إلى الإسكندرية على رأس وفد من الأعيان لمقابلته ومرافقته خلال الجزء الأخير من رحلته إلى القاهرة. أبدى الحاكم الفاطمي اهتمامًا خاصًا بأبي جعفر، وأصر على أن يركب محفة، حيث أن شمس حزيران الحارقة وصيام شهر رمضان المستمر جعل السفر صعبًا على رجل في مثل عمره. واستمر المعز على نهج جوهر في استضافة الأشراف بعد وصوله إلى مصر، وأثنى على أبي جعفر مسلم.
وقد شهدت هذه العلاقة المتميزة توترًا خلال الغزو القرامطي عام 974م. ولم يكن شقيق أبي جعفر، أخ مسلم، واحدًا من كبار زعماء القرامطة فحسب، بل إن العديد من الأشراف الأصغر سنًا، ومن بينهم جعفر ابن أبي جعفر نفسه، غادروا الفسطاط للانضمام إلى الغزاة. ومع ذلك، أثناء التعبئة الفاطمية لإنقاذ العاصمة من القرامطة، عندما اُستُدعي جميع السكان الذكور إلى السلاح، استثنى المعز أبا جعفر.
ومع ذلك، بعد فترة وجيزة، رفض أبو جعفر الموافقة على زواج ابنته من ابن الخليفة. وبحسب بعض الروايات، ألقى المعز أبا جعفر في السجن، ولم ينقذه من مصير أسوأ إلا من خلال مناشدة أشراف مكة نيابة عنه. إلا أن مصادر أخرى مثل ابن خلدون وابن تغري بردي تنفي هذا؛ ولكن يُمكن تبرير نفيهم بدوافع سياسية ومذهبية. وعلى أية حال، عندما توفي في عام 976/7م (366 هـ )، حضر جنازته خليفة المعز، العزيز بالله.

## النسل
وبعد وفاته بفترة وجيزة، عاد ابنه طاهر إلى المدينة المنورة، حيث اُعترف به زعيمًا للأشراف بالمدينة وأصبح الأول في سلسلة طويلة من الأمراء الحسينيين المعروفين أيضًا باسم شرفاء المدينة.

## ملحوظات
1. ↑  أورد جمال الدين أحمد بن علي الحسني نسبه الكامل بأنه "أبو جعفر مسلم بن عبيد الله بن طاهر بن يحيى بن الحسن بن جعفر بن عبيد الله بن الحسين الأصغر بن علي زين العابدين بن الحسين بن علي". ويبدو أن المراجع في ابن خلدون وابن تغري تؤيد ذلك، على الرغم من أن أبا العباس القلقشندي يعطي اسم والده بالحسن.[1]